# Révész Attila
Révész Attila (1972. október 9. –) magyar labdarúgóedző, sportvezető.

## Pályafutása
2007 és 2009 között a Nyíregyháza vezetőedzője volt. 2011 és 2015 között a Kisvárda szakmai munkáját irányította, majd 2015-ben egy szezonra a csapat szakmai igazgatója volt. 2016–17-ben ismét vezetőedzőként tevékenykedett a csapatnál. 2017 óta az együttes szakmai igazgatója, 2024 óta ismét a vezetőedzője.